# Javier Fernández López (político)
Javier Fernández López (María de Huerva, Zaragoza; 5 de septiembre de 1954) es un político socialista español, teniente coronel, profesor de Derecho Constitucional en la Universidad de Zaragoza y autor de varios libros, como 17 horas y media: el enigma del 23-F, fue delegado del Gobierno en Aragón entre 2004 y 2011, durante los Gobiernos del PSOE de José Luis Rodríguez Zapatero.

## Biografía
Natural de la localidad zaragozana de María de Huerva, Javier Fernández López es doctor en Derecho, profesor de la Universidad de Zaragoza en el área de Derecho Constitucional y Teniente Coronel del Cuerpo General de la Armas (Ingenieros).

### Datos académicos y profesionales
Estudió la carrera de Derecho en la Universidad de Zaragoza doctorándose en la misma universidad con la tesis titulada Los militares en el cambio de régimen político en España (1969-1982), que obtuvo la calificación de sobresaliente cum laude por unanimidad del Tribunal. Además fue premio extraordinario de doctorado Cátedra Miguel de Cervantes de la Universidad de Zaragoza y de la Academia General Militar.
Cursó la carrera militar siendo Oficial de la Escala Superior del Ejército de Tierra, donde actualmente es Teniente Coronel del Cuerpo General de las Armas (Ingenieros) en situación administrativa de Reserva. En el ámbito militar ha desempeñado funciones en el Regimiento de la Guardia Real en Madrid, en la Jefatura de Transmisiones de la BRIDOT-VI, con sede en Vitoria y la Academia General Militar (AGM), en Zaragoza.

### Primera etapa de docencia
Javier Fernández López ha desarrollado la mayor parte de su carrera en el ámbito docente, tanto en la Academia Militar como en la Universidad de Zaragoza. Fue profesor de la Enseñanza Superior Militar en la Academia General Militar durante ocho años. Los tres últimos estuvo especializado en el área de Derecho, de la que fue coordinador. Durante esta etapa fue profesor del entonces Príncipe de Asturias, actual Rey Felipe VI.
Tras estos años de docencia en la Academia General Militar dio el salto a la universidad pública, en concreto en la Universidad de Zaragoza. Desde 1993 desempeña la actividad docente en la Facultad de derecho donde imparte, hasta 2004, las asignaturas de Derecho Político, Derecho Constitucional y derecho Público Aragonés.
Durante estos años también participó en los cursos doctorales de esta Facultad, entre los que se pueden destacar los titulados Limitaciones al ejercicio de los derechos fundamentales por miembros de las Fuerzas Armadas durante los años de 1998 a 2000 y Constitución, derechos fundamentales y Fuerzas Armadas desde 2001 a 2004. Además fue director de las tesis doctorales El derecho de sufragio en el ámbito de la Administración Militar y Los derechos de asociación, reunión y sindicación en las Fuerzas Armadas.

### Delegación del Gobierno
En el año 2004 es llamado por el Gobierno de España para desempeñar el cargo de Delegado del Gobierno en la Comunidad Autónoma de Aragón. Fue nombrado el 23 de abril de 2004 y cesado el 5 de enero de 2012, cuando retomará su carrera docente.
Como Delegado de Gobierno vivió momentos históricos en España y en Aragón, como los prolegómenos de la llamada Ley de Memoria Histórica. Anticipándose a ella y por petición del propio Javier Fernández al Ministerio de Defensa, el 24 de agosto de 2006 fue retirada la estatua ecuestre del dictador Francisco Franco que, durante más de 50 años, presidió la Academia General Militar de Zaragoza, siendo una muestra más de democratización y modernización de las Fuerzas Armadas en nuestro país. Otra de las medidas más relevantes fue la apertura de los Archivos de la Guerra Civil que permitió que más de mil aragoneses pudieran consultar el paradero de sus familiares desaparecidos. También, durante su mandamiento vivió los primeros meses del Movimiento 15M en Zaragoza, hecho histórico que recuerda de manera positiva ya que, como él mismo cuenta, muchos de los jóvenes que conformaban el 15M habían sido alumnos suyos.

### Reincorporación a la docencia
El 13 de febrero de 2012 se reincorpora como profesor en el área de Derecho Constitucional del Departamento de Derecho Público, en la Facultad de Derecho de Zaragoza. En esta nueva etapa imparte diversos cursos en la Universidad de la Experiencia de Zaragoza (UEZ), colaboración que continuará el curso lectivo de 2014/2015.
Además de continuar en la Universidad de Zaragoza, Javier Fernández colabora con nuevos proyectos, como el realizado desde septiembre de 2012 con el Instituto Universitario Gutiérrez Mellado bajo el epígrafe Formando a militares para la democracia. Esta investigación se prevé que finalice en septiembre de 2014 y será publicada posteriormente.

## Otras actividades
Javier Fernández López ha desarrollado otras actividades en organismos y fundaciones. Ha sido abogado del Real e Ilustre Colegio de Zaragoza, fundador y vocal durante diez años de la Junta Directiva de la Fundación de Estudios Políticos y Constitucionales Lucas Mallada, así como del Centro UNESCO Aragón, vinculado a la fundación. A toda esta actividad hay que sumar que ha sido fundador, miembro de la Junta Directiva y, posteriormente, patrono de la Fundación de pensamiento y reflexión política María Domínguez. El 31 de marzo de 2013 fue elegido presidente de la misma. También es fundador y primer vocal de Organización y Estatutos de la Junta Directiva de la Asociación Aragonesa de Escritores y desde el 23 de noviembre de 2012 es vicepresidente de la Asociación. Además colabora habitualmente en diversos medios de comunicación como Radio Zaragoza, Cadena SER y en El Periódico de Aragón.

## Publicaciones
- Introducción al Derecho y Derecho Constitucional, Madrid, 1994.
- “Los recursos administrativos” en La función militar en el actual ordenamiento constitucional español, Madrid, 1995.
- El Rey y otros militares, Madrid, 1998.
- Sabino Fernández Campo: un hombre de Estado, Barcelona, 2000.
- Diecisiete horas y media. El enigma del 23-F, Madrid, 2000.
- “Ética, derecho y nuevas misiones de las Fuerzas Armadas” en La ética en las nuevas misiones de las Fuerzas Armadas, CESEDEN, Madrid, 2000.
- UMD: Militares contra Franco. Historia de la Unión Militar Democrática, Zaragoza, 2002.
- “El valor de una sentencia” en Revista Militares, Madrid, 2002.
- “El Ejército durante la transición democrática(1975-1982)” en Memoria de la transición en España y Cataluña, Barcelona, 2002.
- Militares contra el Estado. España, siglos XIX y XX, Madrid, 2003.
- “Rey, 23-F y refrendo” en Veinticinco años de Constitución y Fuerzas Armadas, Zaragoza, 2004.
- General Vicente Rojo: mi verdad, Zaragoza, 2004.
- “Los militares en la transición” en La transició democrática als països catalans, Valencia, 2005.
- “El General Vicente Rojo Lluch” en Veinticinco militares republicanos, Madrid, 2011.
- “Un modelo policial para España” en La protección de la dignidad de la persona y el principio de humanidad en el siglo XXI. In memoriam Gonzalo Jar Couselo, Valencia, 2012.
- “El papel político de Gutiérrez Mellado” en El legado del general Gutierrez Mellado, Madrid, 2013.
- “Los orígenes del constitucionalismo español: soberanía, división de poderes y representación” en Las Cortes de Cádiz y los significados políticos del primer liberalismo español, Huesca, 2013.

Toda su bibliografía se puede consultar en el catálogo de la Biblioteca Nacional o en el Fichero de Autoridades Virtual Internacional (VIAF)